# أندرو ترولوب
أندرو ترولوب (بالإنجليزية: Sir Andrew Trollope)‏ كان جندياً إنجليزياًً خلال المراحل الأخيرة من حرب المئة عام وأيضاً في حرب الوردتين. وقد توفي في 1461 م .